# North Salem (Nowy Jork)
North Salem – miasto w Stanach Zjednoczonych, w stanie Nowy Jork, w hrabstwie Westchester.